# František Tondra
František Tondra (ur. 4 czerwca 1936 w Spiskich Włochach; zm. 3 maja 2012 w Koszycach) – słowacki duchowny rzymskokatolicki, biskup diecezjalny spiski w latach 1989-2011.
Święcenia kapłańskie otrzymał 1 lipca 1962. 
26 lipca 1989 papież Jan Paweł II mianował go biskupem diecezji spiskiej. Sakry biskupiej udzielił mu 9 września 1989 kard. Jozef Tomko. 
4 sierpnia 2011 przeszedł na emeryturę, jego następcą został dotychczasowy biskup pomocniczy - Štefan Sečka.